# Aenictophyton reconditum
Aenictophyton reconditum är en ärtväxtart som beskrevs av Alma Theodora Lee. Aenictophyton reconditum ingår i släktet Aenictophyton och familjen ärtväxter. Inga underarter finns listade i Catalogue of Life.